# Suicide
Suicide — американская музыкальная группа, основанная в 1970 году. В состав Suicide вошли два участника: Алан Вега (вокал) и Мартин Рев (синтезаторы, драм-машины); это был первый дуэт по схеме «фронтмен-вокалист + клавишник-инструменталист», которой воспользовались многие электропоп-музыканты конца 1970-х — начала 1980-х, включая D.A.F., Soft Cell, Yello, Yazoo и впоследствии Pet Shop Boys.
Не добившись массового успеха, Suicide тем не менее оказали значительное влияние на музыку. Так, критик Уилсон Нит сравнил их по влиятельности с The Clash. Очень грубый и монотонный звук их дебютного альбома повлиял на синти-поп, техно, ноу-вейв и индастриал.

## История
С самого начала существования группа избрала своеобразный, в то же время мало на кого похожий стиль: простые, но эффектные клавишные риффы Рева (до знакомства с синтезатором он использовал орган Farfisa), примитивный бит драм-машин сочетались с вокалом Веги, который первоначально пытался походить на исполнителей рокабилли, но затем нашёл свой особенный стиль — его то глухой, то пронзительный, нервный вокал можно назвать уникальным.
На ранней панк-сцене (Suicide запустили в обиход слово «панк» относительно музыки: свои первые выступления начала 1970-х они называли «панк-мессами», punk mass) Нью-Йорка Suicide прославились своими экстравагантными концертными выступлениями. Пример этого можно найти на переиздании дебютного альбома группы, где выпущена композиция «23 Minutes Over Brussels» — запись концерта группы, завершившегося беспорядками. Алан Вега был известен тем, что на сцене размахивал фрагментом мотоциклетной цепи, открыто оскорблял публику и провоцировал с ней драки. Роль визуального элемента, желание добиться конфронтации со зрителем было почерпнуто Вегой при посещении им концерта The Stooges в начале 1970-х, который произвёл на него огромное впечатление. Алан Вега признавался, что впервые употребил слово «punk» в 1972-м году.
Первый одноимённый альбом группы, Suicide, вышел в 1977 году. Записи и перформансы Suicide конца 1970-х — начала 1980-х оказали влияние на постпанк, электропоп и танцевальную музыку. В числе групп и исполнителей, на которых, по их словам, Suicide оказали значительное влияние, — The Sisters of Mercy, Генри Роллинз, Joy Division, She Wants Revenge, New Order, Soft Cell, Radiohead, The Fleshtones, R.E.M., Рик Окэйзик из The Cars. Фанатом Suicide был Брюс Спрингстин, исполнявший их песни на концертах, а также записавший созданную под влиянием Suicide песню «State Trooper» с альбома «Nebraska».
В 1986 году Вега принял участие в записи альбома «Gift» группы The Sisters of Mercy под псевдонимом «The Sisterhood». Вега и Рев долгое время выпускали альбомы сольно. Первым их совместным диском за много лет стал вышедший в 2002 году «American Supreme». Однако продажи диска, стилистически весьма отличавшегося от классических работ Suicide, оказались слабыми, а мнения критиков разделились.
В 2005 году вышла книга «Suicide No Compromise», биография группы авторства Дэвида Нобакта (David Nobahkt), в которую вошли эксклюзивные интервью с Вегой и Ревом, а также других связанных с группой людей и её известных поклонников. В том же году их песня «Ghost Rider» была использована в бразильской рекламе дезодоранта.
16 июля 2016 года Алан Вега умер.

## Дискография
- Suicide (1977) (переиздание диска лейблами Mute/Blast First включает бонусный диск с концертными записями 1978 года, включая оригинальный флексидиск «23 Minutes Over Brussels»)
- 21½ minutes in Berlin/23 minutes in Brussels (1978) (Red Star Records Frankie 1)
- Suicide (1980) (также известен под названиями «Alan Vega — Martin Rev» и «The Second Album»; переиздание лейблами Mute/Blast First включает бонус-диск с репетиционными записями 1975 года)
- Half Alive (1981) (коллекция концертных и демозаписей 1975—1979 годов; первоначально издано на аудиокассете лейблом ROIR с комментариями Лестера Бэнгза на буклете)
- Ghost Riders (1986) (концертная запись 1981 года; первоначально издана только на кассете)
- A Way of Life (1988) (переиздание диска в 2005 году лейблами Mute/Blast включает концертный бонус-диск, записанный в 1987 году)
- Why Be Blue (1992) (переиздание диска в 2005 году лейблами Mute/Blast включает концертный бонус-диск, записанный в 1989 году)
- Zero Hour (1997) (концертные записи конца 70-х)
- American Supreme (2002) (к некоторым CD-копиям прилагался концертный бонус-диск, записанный в 1998 году)